# 三氟化錳
三氟化錳（化學式：MnF3）是一种固体，可以用二氟化錳和氟气合成。这种红色略带紫色的固体用作有机化合物（例如烃类）的氟化剂。它也会形成一种水合物。

## 合成，结构与反应

### 合成
三氟化錳可以在氟化氢溶液中用二氟化錳和氟气合成：
MnF2+0.5F2→MnF3
也可以在高温250℃用卤化锰和氟之间的反应合成。

### 结构
在结晶状态下，三氟化錳类似三氟化钒：具有相同M-F分子键长的八面体金属中心。然而，在锰化合物中Mn-F键（距离为1.79﹑1.91﹑2.09Å）因姜-泰勒效应而被扭曲。（也因此单元电池的单斜晶系对抗更高的对称性）
水合物MnF3·3H2O可以通过结晶作用，把MnF3溶在氢氟酸中得到。这个水合物不寻常，因为它形成了两个不同的结构（[Mn(H2O)4F2]+与[Mn(H2O)2F4]-）且有空间群P21/c和P21/a。

### 反应
三氟化錳与氟化钠反应得出八面体六氟砷酸钾阴离子：
3NaF + MnF3 → Na3MnF6
其他反应条件给出化合物MnF52-或MnF4-阴离子。这些阴离子分别是链和层结构，并桥接氟。锰在这些物质中保持6坐标﹑八面体和三价。
三氟化錳可以氟化有机化合物，包括芳烃﹑环丁烯和富勒烯。
三氟化錳加热后分解为氟化锰。

## 相关Mn3+化合物
其他Mn3+化合物包括醋酸锰（CAS＃993-02-2），乙酰丙酮锰（CAS＃14284-89-0），两者在有机合成中都用作氧化剂。三氟化錳为路易斯酸性并会形成了各种不同的衍生物。其中有K2MnF3(SO4)和K2MnF5.

## 安全注意事项
跟其他活跃的无机氟化物一样，三氟化錳应存储在聚乙烯瓶，被皮肤接触或放在任何潮湿地区时会因水解而形成氢氟酸。

### 延伸阅读
- Novel syntheses of some binary fluorides: the role of anhydrous hydrogen fluoride Acta Chim. Slov. 1999, 46(2), pp. 229–238, Zoran Mazej, Karel Lutar and Boris Žemva
- Knudsen Cell mass spectrometry study of Manganese Trifluoride vaporisation, High temperature corrosion and materials chemistry IV: proceedings of the International Symposium, pp. 521–525,  google books（页面存档备份，存于）